# بهراني
 

خريطة برج الحمل (كوكبة) تظهر منزلة بهراني

بهراني (الديفاناغارية : भरणी) هي النكشاترا الثانية في علم الفلك الهندوسي، وتتوافق مع 35 و 39 و 41 أريتيس معًا. في علم التنجيم الهندي، يحكم منزلة بهراني شوكر (كوكب الزهرة). وتصنف على أنها ناكشاترا قاسية أو نشطة في علم التنجيم الانتخابي، أي أنه يُفضّل البدء في الأعمال ذات الطبيعة الضارة أو الخادعة أثناء وجود القمر في منزلة بهراني. 
يُنظر إلى منزلة بهراني على أنها تقع تحت سيطرة ياما، إله الموت أو كالي . 
يتم تحديد الأسماء الهندوسية التقليدية من خلال موقع الربع الذي كان فيه الصاعد/الطالع في وقت الولادة. يُنصح بتسمية المولود بطالع بهراني إحدى الأسماء التي تبدأ بهذه الأحرف:
- أ
- إي
- لي
- لو